# Höör (đô thị)
Đô thị Höör (tiếng Thụy Điển: Höör kommun) là một đô thị ở hạt Skåne của Thụy Điển. Thủ phủ là thị xã Höör. Dân số thời điểm 31 tháng 12 năm 2000 là 13976 người.